# Michel Seldow
Michel Seldow est un acteur et un illusionniste français, né le 28 avril 1907 à Lodz (Pologne) et mort le 31 août 1983 à  Anet[réf. nécessaire].

## Filmographie
- 1946 : Six heures à perdre d'Alex Joffé et Jean Lévitte : l'évêque
- 1947 : La Dame d'onze heures de Jean Devaivre
- 1947 : Quai des Orfèvres d'Henri-Georges Clouzot : Valtone, le magicien
- 1948 : Sombre dimanche de Jacqueline Audry : le brocanteur
- 1948 : Les Drames du Bois de Boulogne de Jacques Loew (court métrage)
- 1949 : Fantômas contre Fantômas de Robert Vernay : un membre du consortium
- 1949 : Illusion de Jean Rougeul et Michel Seldow (court métrage, scénario)
- 1950 : L'Homme qui revient de loin de Jean Castanier
- 1950 : Le Traqué (Gunman in the Street) de Franck Tuttle : l'agent de police du barrage
- 1951 : Le Gantelet vert (The Green Glove) de Rudolph Maté et Louis A. Pascal
- 1952 : Femmes de Paris de Jean Boyer
- 1953 : Cet homme est dangereux de Jean Sacha : Pierrot les cartes
- 1955 : Voici le temps des assassins de Julien Duvivier : M. Gentel, le ministre des finances
- 1956 : Bonsoir Paris, bonjour l'amour de Ralph Baum et H. Leitner
- 1959 : La Corde raide de Jean-Charles Dudrumet
- 1962 : C'est pas moi, c'est l'autre de Jean Boyer : l'illusionniste
- 1963 : L'Honorable Stanislas, agent secret de Jean-Charles Dudrumet : l'illusionniste de la télé
- 1970 : Les Aristochats de Wolfgang Reitherman, dessin animé (voix)
- 1971 : Les Nouvelles Aventures de Vidocq de Georges Neveux et Marcel Bluwal

## Publications
- Les Illusionnistes et leurs secrets, Fayard, 1959 ; réédition Le Livre de poche, 1976  (ISBN 2253011886)
- Vie et secrets de Robert-Houdin, Fayard, 1970 (BNF 35252031)